# Friedrich Müller (peintre)
Pour les articles homonymes, voir Friedrich Müller et Müller.
Friedrich Müller (dit en allemand Maler Müller, ce qui signifie « le peintre Müller »), né le 13 janvier 1749 à Kreuznach et mort le 23 avril 1825 à Rome, est un peintre romantique prussien et un poète du Sturm und Drang.

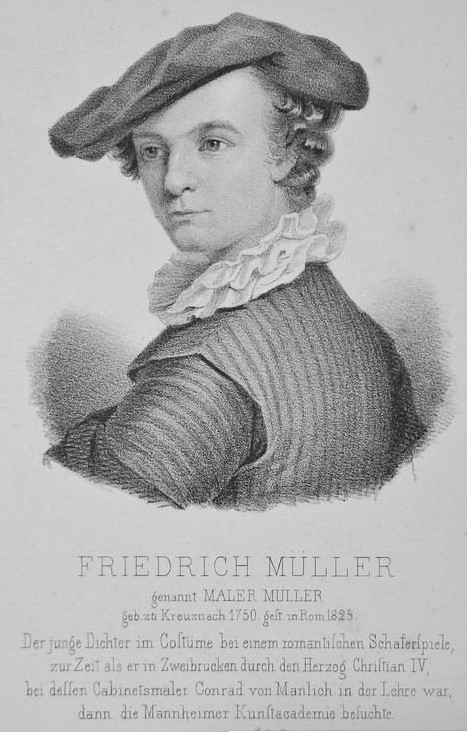
Müller dans sa jeunesse.